# Czarnoje
Czarnoje (biał. Чарное; ros. Черное, Czernoje, pol. hist. Czarne) – wieś na Białorusi, w obwodzie witebskim, w rejonie orszańskim, w sielsowiecie Babiniczy.

## Historia
W XIX i w początkach XX w. wieś i majątek ziemski położone w Rosji, w guberni mohylewskiej, w powiecie horeckim, w gminie Masłaki (Maślaki). Następnie w granicach Związku Sowieckiego. Od 1991 w niepodległej Białorusi.